# Palestine 36
Pour plus de détails, voir Fiche technique et Distribution.
Palestine 36 est un drame historique franco-britanno-qataro-saoudo-palestinien écrit et réalisé par Annemarie Jacir, dont la sortie est prévue en 2025 ou 2026.

## Synopsis
Palestine, 1936. Alors que les villages de la Palestine mandataire se soulèvent contre la domination coloniale britannique, Yusuf oscille entre son village natal et l’ébullition de Jérusalem, partagé entre l’attachement à ses racines et le désir d’un avenir plus grand. Mais l’Histoire s’accélère. Tandis que les arrivées de réfugiés juifs fuyant l’antisémitisme en Europe se font de plus en plus nombreuses, la population palestinienne s’unit dans la plus vaste insurrection jamais menée contre l’Empire britannique. Toutes les forces convergent vers un affrontement inévitable — un moment décisif pour la fin d’une domination, et pour l’avenir de toute une région.

## Fiche technique
- Titre original : Palestine 36
- Réalisation et scénario : Annemarie Jacir
- Photographie : Hélène Louvart, Sarah Blum, Tim Fleming
- Montage : Tania Reddin
- Musique : Ben Frost
- Production : Ossama Bawardi
- Sociétés de production : Philistine Films, Autonomous, Corniche Media, MK Productions, Snowglobe, BBC Film, BFI, Doha Film Institute, Watermelon Pictures, Film i Väst
- Pays de production :  Palestine -  France -  Qatar -  Arabie saoudite -  Royaume-Uni
- Langue originale : arabe
- Format : couleur
- Genre : drame historique
- Durée :
- Dates de sortie :

## Distribution
- Hiam Abbass
- Kamel El Basha
- Yasmine Al Massri
- Jalal Altawil
- Robert Aramayo
- Saleh Bakri
- Yafa Bakri
- Karim Daoud Anaya
- Wardi Eilabouni
- Ward Helou
- Billy Howle
- Dhafer L'Abidine
- Liam Cunningham
- Jeremy Irons

## Production
En février 2025, Hiam Abbass, Kamel El Basha, Yasmine Al Massri, Jalal Altawil, Robert Aramayo, Saleh Bakri, Yafa Bakri, Karim Daoud Anaya, Wardi Eilabouni, Ward Helou, Billy Howle, Dhafer L'Abidine, Liam Cunningham et Jeremy Irons ont rejoint la distribution du film, dont la réalisation a été confiée à Annemarie Jacir sur la base d'un scénario qu'elle a écrit. Curzon Film et MAD Distribution distribueront le film au Royaume-Uni et au Proche-Orient, respectivement,.
Le tournage devait avoir lieu en Palestine, mais les attaques menées en 2023 par l'État d'Israël dans les territoires palestiniens ont repoussé la production.